# Línea Hitler

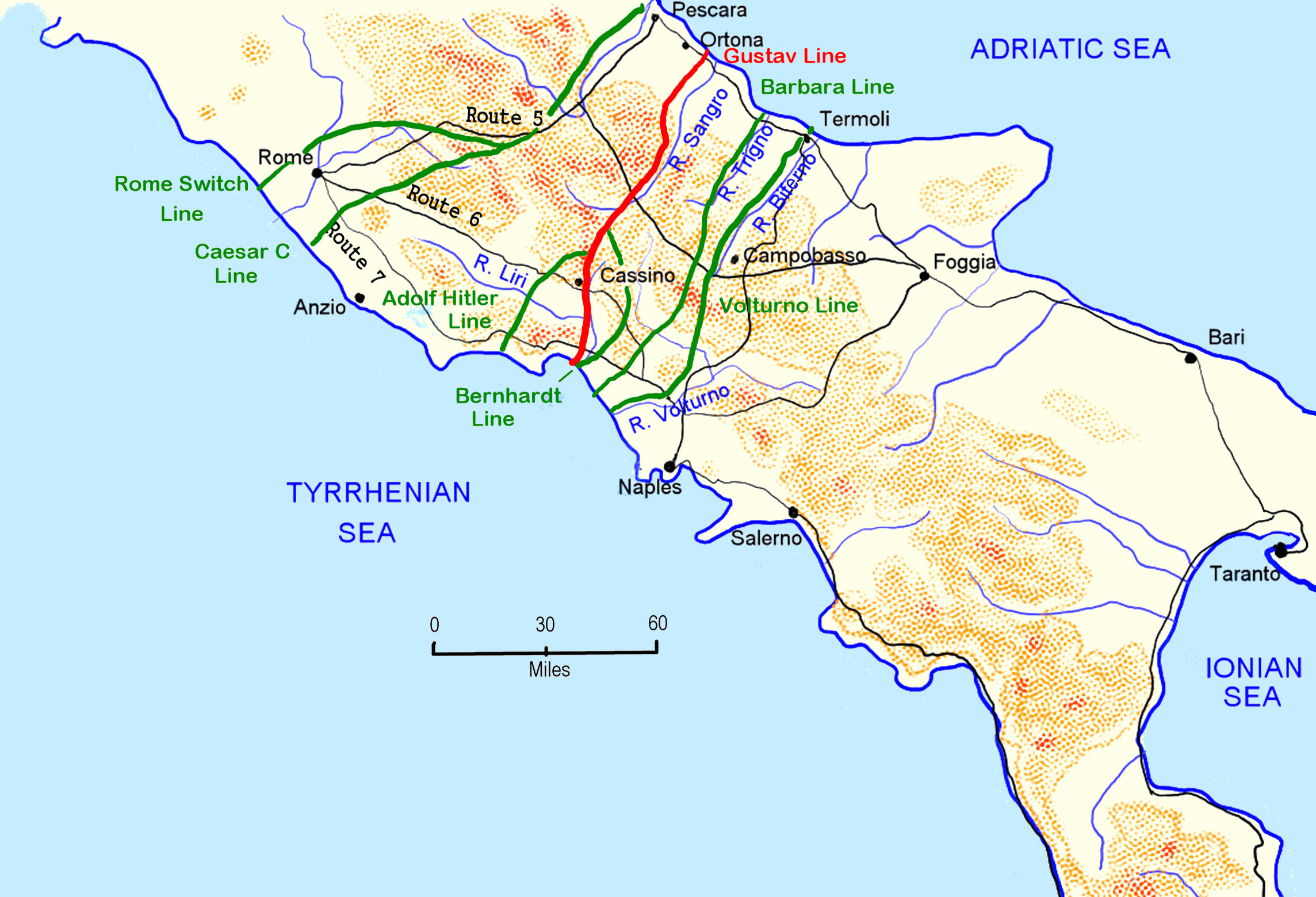
Preparación de las líneas defensivas alemanas en Italia (1943-44).

La Línea Hitler fue una de las zonas defensivas diseñadas por la Alemania nazi durante la Segunda Guerra Mundial en el centro de Italia. Los puntos mejor defendidos de dicha línea se encontraban en las localidades de Aquino y Piedimonte San Germano. 
En mayo de 1944, Adolf Hitler decidió cambiar el nombre por Línea Senger para evitar la propaganda. En algunos lugares como la zona comprendida entre la costa y los montes Auruncos también era conocida como Línea Dora.
Más tarde, se decidió unirla a la Línea Gustav para facilitar la retirada si caía la defensa. El 24 de mayo de 1944, los aliados lograron penetrar la Línea Hitler gracias a los ataques por parte de la 8ª División Británica, la 1ª División de Infantería de Canadá, la 5ª División Pesada de Canadá y con el soporte de la Drugi Korpus Wojska Polskiego de Polonia, que lograron tomar uno de los puntos más fuertes situados en Piedimonte San Germano el 25 de mayo del 44.